# 뇌관

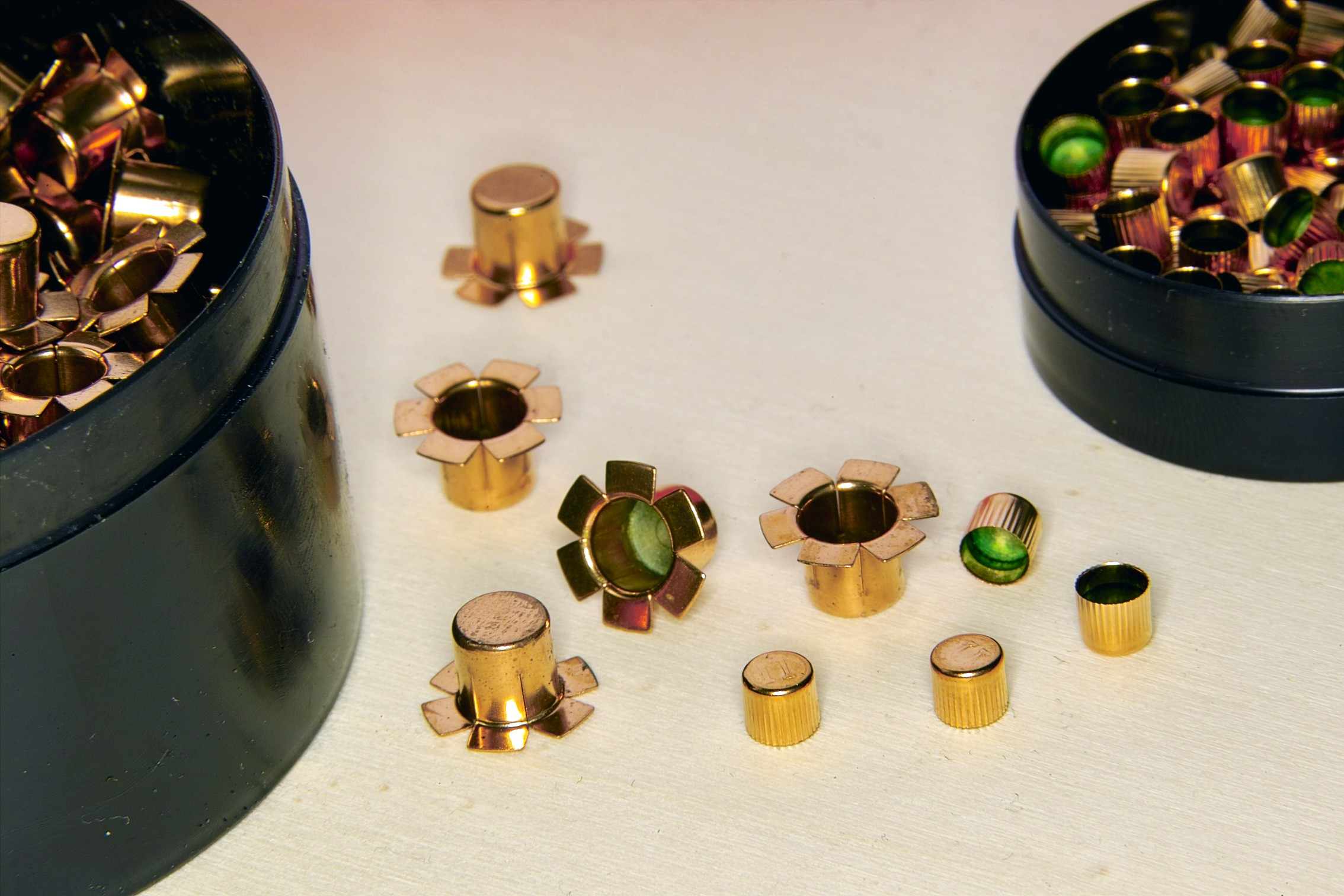
뇌관

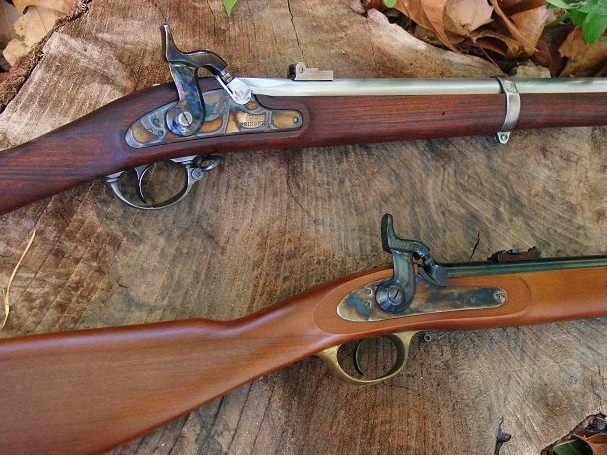
뇌관식 강선머스킷.

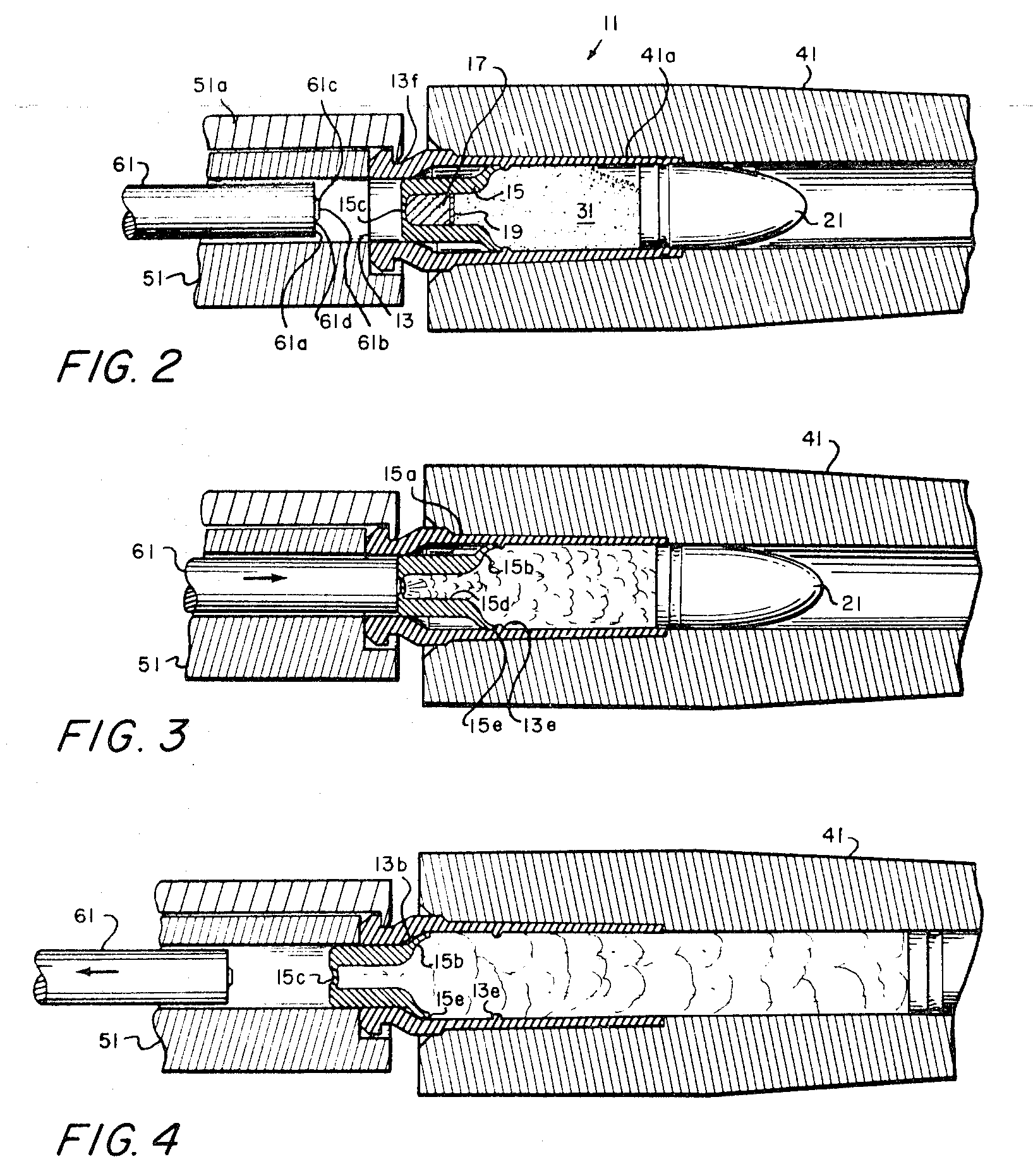

뇌관(雷管, primery 영어: percussion)은 충격에 의해 발화되는 화학물질인 뇌홍을 구리껍질 속에 채운 것이다. 공이치기가 이 뇌관을 때림으로써 화약을 점화시키는 총을 뇌관총(雷管銃, 영어: percussion lock gun)이라 한다.
기초적인 뇌관은 스코틀랜드의 장로교 목사인 알렉산더 존 포사이스가 앉아 있는 새를 사냥할 때 수발식 산탄총을 쏘자 화약 연기 때문에 새들이 도망치게 되는 것을 막기 위해 개발했다. 포사이스는 1807년에 자기 발명품에 특허를 냈으나, 포사이스의 특허가 말소될 때까지도 재래적인 뇌관은 잘 쓰이지 않았다.
뇌관총은 수석총에 비해 여러 가지 이점이 있다. 뇌관은 장전하기도 쉬웠고 악천후에도 잘 견뎠으며 여러 모로 수석보다 믿음직했다. 이렇듯 뇌관총이 수석총에 비해 명중도에서 상대 우위를 점하자 수발식 무기들은 뇌관식으로 대체되어 갔다.

## 같이 보기
- 아자이드화 납(II)